# Microestat
|  | No s'ha de confondre amb Micronació. |

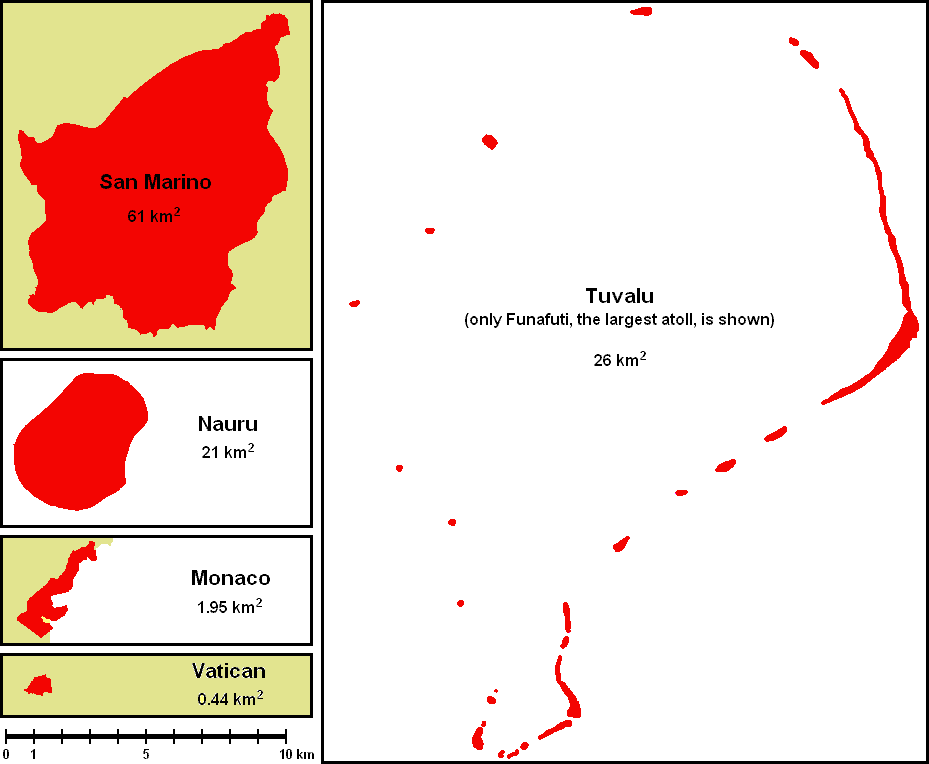
Comparació d'alguns microestats a la mateixa escala.

Un microestat és un estat sobirà amb poca població o amb un territori (superfície terrestre o marítima) molt reduït, o totes dues coses alhora.
Els microestats tenen una important influència relativa a l'Assemblea General de les Nacions Unides, on cada estat té un vot.
Alguns exemples propers són: la Ciutat del Vaticà, Mònaco, San Marino, Liechtenstein, Andorra, Malta, o Luxemburg.
No s'han de confondre els microestats amb les micronacions, que no són reconegudes com a estats sobirans. Els territoris, tot i amb sobirania plena, com les Illes Anglonormandes, no es consideren microestats.
El microestat sobirà més petit és la Ciutat del Vaticà, que el 2003 tenia 911 ciutadans i una superfície de només 0,44 quilòmetres quadrats. En realitat només ocupa un barri antic amb alguns edificis i parcs al centre de Roma (Itàlia). Potser és el país més inusual amb govern propi, exèrcit, missions diplomàtiques, però sense població nativa permanent (la ciutadania només es concedeix a les persones que treballen al Vaticà i a les seves missions a l'estranger). A Roma, Itàlia, l'Orde Sobirà i Militar de Malta —que no ha de confondre's amb Malta, un microestat insular del Mediterrani— és una entitat efectiva no territorial sobirana que podria ser també considerat un microestat: la seva sobirania és reconeguda per 105 estats, 100 dels quals participen en relacions diplomàtiques, però, a diferència de la Ciutat del Vaticà, no té cap base territorial substancial. Ni el Vaticà ni l'Orde Sobirà i Militar de Malta són membres de les Nacions Unides, si bé tots dos hi tenen estatus d'observador permanent, el primer com a "estat no membre", amb el nom atípic de Santa Seu, i el segon, com a "altra entitat".
Molts dels estats classificats entre els 30 més petits del món, tenen algunes característiques comunes. La majoria són microestats europeus o les petites illes del Carib, el Pacífic Sud i l'oceà Índic (la majoria de les antigues colònies d’ultramar van guanyar la seva independència a la segona meitat del segle XX). […] Cal tenir en compte que hi ha territoris dependents i oficialment no reconeguts com a estats, com Puerto Rico que és una part dels EUA, o Bermudes que és un territori britànic d'ultramar.

## Els 30 països més petits
Per superfície total (superfície terrestre i hídrica)
|    | estat/país                   | superfície km² | continent        | països fronterers per terra/àrea                           |
| -- | ---------------------------- | -------------- | ---------------- | ---------------------------------------------------------- |
| 1  | Ciutat del Vaticà            | 0,44           | Europa           | Itàlia                                                     |
| 2  | Mònaco                       | 2,02           | Europa           | França                                                     |
| 3  | Nauru                        | 21             | Austràlia        | Oceà Pacífic. Al sud de les illes Marshall                 |
| 4  | Tuvalu                       | 26             | Austràlia        | Oceà pacífic. Al sud de Kiribati i al nord de Fiji         |
| 5  | San Marino                   | 61             | Europa           | Itàlia                                                     |
| 6  | Liechtenstein                | 160            | Europa           | Àustria-Suïssa                                             |
| 7  | Illes Marshall               | 181            | Austràlia        | Oceà Pacífic. Al nord-est d'Austràlia                      |
| 8  | Saint Kitts i Nevis          | 269            | Amèrica del Nord | Mar Carib. A l'est de Puerto Rico                          |
| 9  | Maldives                     | 300            | Àsia             | Oceà Índic, al sud-oest de l'Índia                         |
| 10 | Malta                        | 316            | Europa           | Mar Mediterrani. Al sud de Sicília                         |
| 11 | Grenada                      | 344            | Amèrica del Nord | Petites Antilles                                           |
| 12 | Sant Vicenç i les Grenadines | 389            | Amèrica del Nord | Petites Antilles. Mar Carib                                |
| 13 | Barbados                     | 430            | Amèrica del Nord | Oceà Atlàntic, a l'est de Saint Vincent i les Grenadines   |
| 14 | Antigua i Barbuda            | 442            | Amèrica del Nord | Petites Antilles. Oceà Atlàntic                            |
| 15 | Seychelles                   | 455            | Àfrica           | Arxipèlag a l'oeà Índic                                    |
| 16 | Palau                        | 460            | Austràlia        | Micronèsia. Oceà Pacífic. A l'est de les Filipines         |
| 17 | Andorra                      | 468            | Europa           | França-Espanya                                             |
| 18 | Saint Lucia                  | 616            | Amèrica del Nord | Petites Antilles. Mar Carib. Oceà Atlàntic                 |
| 19 | Micronèsia                   | 702            | Austràlia        | Oceania. A l'est de les Filipines i al sud-est d'Indonèsia |
| 20 | Singapur                     | 719,1          | Àsia             | Sud-est asiàtic. Península de Malaca                       |
| 21 | Tonga                        | 747            | Austràlia        | Polinèsia. Oceà Pacífic. Al sud-est de Fiji                |
| 22 | Dominica                     | 751            | Amèrica del Nord | Petites Antilles. Mar Carib. Oceà Atlàntic                 |
| 23 | Bahrain                      | 780            | Àsia             | Arxipèlag. Golf Pèrsic, prop de la costa de l'Aràbia       |
| 24 | Kiribati                     | 811            | Austràlia        | Oceà Pacífic, al sud de les Illes Marshall                 |
| 25 | Sao Tomé i Príncipe          | 1.001          | Àfrica           | Golf de Guinea. Oceà Atlàntic                              |
| 26 | Maurici                      | 2.040          | Àfrica           | Oceà Índic a l'est de Madagascar                           |
| 27 | Comores                      | 2.235          | Àfrica           | Canal de Moçambic. Oceà Índic, al nord de Madagascar       |
| 28 | Luxemburg                    | 2.586          | Europa           | Bèlgica-França-Alemanya                                    |
| 29 | Samoa                        | 2.842          | Austràlia        | Arxipèlag de Samoa. Oceà Pacífic (Polinèsia)               |
| 30 | Cap Verd                     | 4.033          | Àfrica           | Arxipèlag de l'Atlàntic. Costa occidental d'Àfrica         |